# 道の駅なかとさ
道の駅なかとさ（みちのえき なかとさ）は、高知県高岡郡中土佐町にある高知県道25号中土佐佐賀線の道の駅である。
久礼港一帯はみなとオアシスの登録をしていて、当駅はみなとオアシス久礼の代表施設として地域活性化拠点ともなっている。
鰹の国の湯宿黒潮本陣温泉へは、道の駅奥側の階段を上ることで行くことができる。

## 施設
- 駐車場  75台（大型3台、小型68台、身障者用4台）
- トイレ 13器
- 直販店
- 浜焼店
- パン屋
- ケーキショップ
- 賑わい広場
- ちびっこ広場
- 芝生広場
- ドッグラン
- 黒潮本陣温泉（階段のぼり山の上）

## 休館日
- 無休（店舗により休みが異なる）

## 周辺
- 高知自動車道中土佐インターチェンジ
- 四国旅客鉄道（JR四国）土讃線土佐久礼駅

## 年表
- 2017年（平成29年）
  - 4月21日 - 道の駅・みなとオアシスに新規登録
  - 7月6日 - 「道の駅なかとさ みなとオアシス久礼」オープン